# Dragon Force
Dragon Force és un grup de power metal que ressalta el costat èpic i fantàstic del gènere agregant li un ritme molt més ràpid, afegint sons de videojocs i altres elements poc usuals. Va ser formada l'any 1999, a Londres, Anglaterra.

## Història
Aquesta banda va ser fundada en 1999 pels guitarristes Herman Li i Sam Totman li agrada el nom de DragonHeart. Els dos van trobar el cantant ZP *heart a través d'un anunci,[1] i poc després van adquirir a Matej Setinc com bateria, el baixista Steve Scott i el tecladista Steve Williams. Totman i Li tocaven en un grup anterior, anomenat Demoniac. A continuació, DragonHeart va donar a conèixer una demo, va sortir de gira amb Halford, Stratovarius i va encapçalar els seus propis xous amb aquest nom. La banda va descobrir que ja existia una banda de metall de Brasil que usava el mateix nom, que finalment va ser canviat a FGP en 2000. El bateria Matej Setinc va deixar la banda al desembre de 2001 per continuar els seus estudis a Eslovènia, sent reemplaçat per Didier Almouzni. Steve Williams es va separar de la banda a principis de 2002, i Steve Scott va fer el propi al novembre de 2003. Més tard, al desembre de 2003, Steve es va reincorporar dies abans de la gira de la banda amb Halford i Stratovarius. A continuació, Steve Scott va passar a formar part de les bandes Shadowkeep, i posteriorment va passar a Power Quest. El baixista Diccon Harper es va unir a la banda al novembre de 2004, i el teclista Vadim Pruzhanov va ser l'últim a unir-se al febrer de 2001 per completar el cartell que iniciaria l'enregistrament del seu primer àlbum. Harper va estar present en l'àlbum debut de Dragonforce, Valley of the Damned, però va deixar la banda en el 2005, a causa d'un problema de tendó que va requerir cirurgia.

## Categoria musical
Es pot afegir que, la barreja única de tipus i tècniques que combina aquest grup ho fa un emblema en la seva categoria; power metal, metal melòdic, speed metal i epic metal.
No obstant això, ells mateixos li han anomenat "power metal extrem" (extrem power metal). Aquest estil està influenciat per música de videojocs, per tant de vegades ho han anomenat "video game metall"., Es caracteritza per l'èmfasi en harmonies amb ambdues guitarres (per la qual cosa Kirk Hammett ha dit que són els guitarristes més ràpids que ha vist) lletres amb naturalesa èpica o fantàstica, sorolls i sons de videojocs, gran ús del teclat i de Blast beats en la bateria.

## Membres
- Marc Hudson – Veus i cors
- Herman Li – Guitarres i cors
- Sam Totman – Guitarres i cors
- Vadim Pruzhanov – Teclats, piano i cors
- Dave Mackintosh – Bateria i cors
- Frédéric Leclercq - Baix i cors

## Discografia
- Valley of the Damned (2003)
- Sonic Firestorm (2004)
- Inhuman Rampage (2006)
- Ultra Beatdown (2008)
- The Power Within (2012)

## Vídeos
- Valley of the Damned (Demo)
- Through the Fire and Flames
- Operation Ground and Pound
- Heroes of our time